# 细叶芹属
细叶芹属（学名：Chaerophyllum）是伞形科下的一个属，为一年生或多年生草本植物。该属共有约40种，分布于欧洲、亚洲及北美洲。

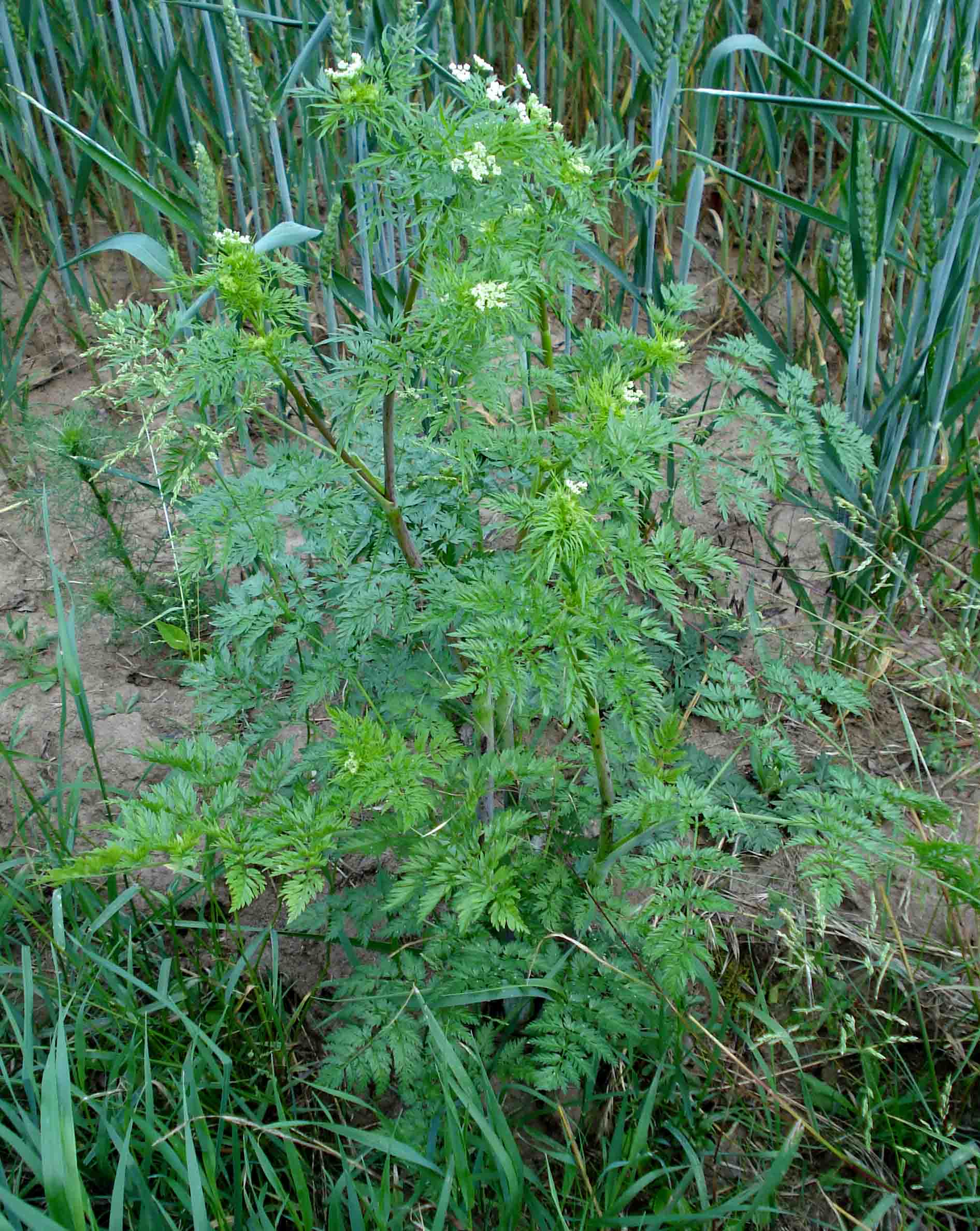
Chaerophyllum bulbosum
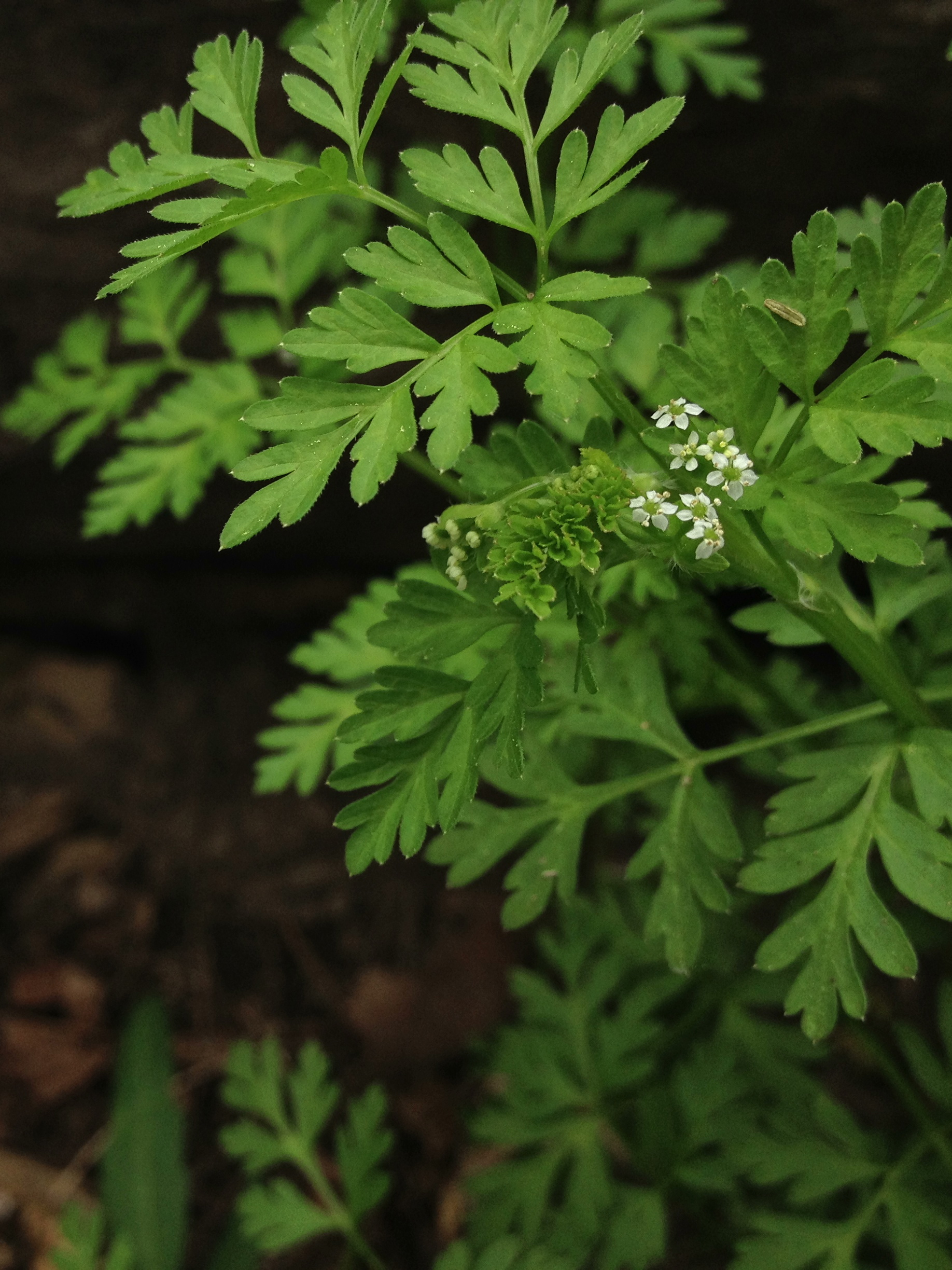
Chaerophyllum procumbens